# Интернационал (Ноокатский район)
Интернационал (кирг. Интернационал) — село в Ноокатском районе Ошской области Кыргызстана. Входит в состав айылного аймака имени Токтомата Зулпуева.

## География
Село расположено в западной части области, на расстоянии приблизительно 1 километра (по прямой) к востоку от города Ноокат, административного центра района. Абсолютная высота — 1339 метров над уровнем моря.

## Население
Согласно оценочным данным Национального статистического комитета Кыргызской Республики, численность населения села на начало 2023 года составляла 3580 человек.
| год     | 2009 | 2014 | 2015 | 2020 | 2021 | 2023 |
| ------- | ---- | ---- | ---- | ---- | ---- | ---- |
| человек | 2552 | 2746 | 2769 | 3184 | 3390 | 3580 |